# Världsmästerskapen i bancykling 2019
Världsmästerskapen i bancykling 2019 var den 116:e upplagan av världsmästerskapen i bancykling. Tävlingarna arrangerades i BGŻ Arena i Pruszków i Polen,  mellan den 27 februari och 3 mars 2019.
Tillkännagivandet att Pruszków utsetts till värdstad gjordes 19 september 2017, det var andra gången mästerskapen arrangerats i staden, första gången var 2009.
Det tävlades i 20 grenar, tio för damer och tio för herrar. Nederländerna blev den framgångsrikaste nationen i mästerskapen med elva medaljer varav sex guld, Australien kom på en andra plats med tio medaljer och sex guld.

## Medaljörer

### Damer
| Gren           | Guld                                                                                  | Silver                                                                   | Brons                                                                                      |
| Sprint         | Lee Wai Sze (HKG)                                                                     | Stephanie Morton (AUS)                                                   | Mathilde Gros (FRA)                                                                        |
| 500 meter      | Darja Sjmeljova (RUS)                                                                 | Olena Starikova (UKR)                                                    | Kaarle McCulloch (AUS)                                                                     |
| Förföljelse    | Ashlee Ankudinoff (AUS)                                                               | Lisa Brennauer (GER)                                                     | Lisa Klein (GER)                                                                           |
| Lagförföljelse | Australien Annette Edmondson Ashlee Ankudinoff Georgia Baker Amy Cure Alexandra Manly | Storbritannien Laura Kenny Katie Archibald Elinor Barker Ellie Dickinson | Nya Zeeland Kirstie James Holly Edmondston Bryony Botha Michaela Drummond Rushlee Buchanan |
| Lagsprint      | Australien Kaarle McCulloch Stephanie Morton                                          | Ryssland Darja Sjmeljova Anastasia Vojnova                               | Tyskland Miriam Welte Emma Hinze                                                           |
| Keirin         | Lee Wai Sze (HKG)                                                                     | Kaarle McCulloch (AUS)                                                   | Daria Sjmeliova (RUS)                                                                      |
| Scratch        | Elinor Barker (GBR)                                                                   | Kirsten Wild (NED)                                                       | Jolien D'Hoore (BEL)                                                                       |
| Poänglopp      | Alexandra Manly (AUS)                                                                 | Lydia Boylan (IRL)                                                       | Kirsten Wild (NED)                                                                         |
| Madison        | Nederländerna Kirsten Wild Amy Pieters                                                | Australien Georgia Baker Amy Cure                                        | Danmark Amalie Dideriksen Julie Leth                                                       |
| Omnium         | Kirsten Wild (NED)                                                                    | Letizia Paternoster (ITA)                                                | Jennifer Valente (USA)                                                                     |

### Herrar
| Gren           | Guld                                                                                | Silver                                                                        | Brons                                                                                        |
| Sprint         | Harrie Lavreysen (NED)                                                              | Jeffrey Hoogland (NED)                                                        | Mateusz Rudyk (POL)                                                                          |
| 1 000 meter    | Quentin Lafargue (FRA)                                                              | Theo Bos (NED)                                                                | Michaël D'Almeida (FRA)                                                                      |
| Förföljelse    | Filippo Ganna (ITA)                                                                 | Domenic Weinstein (GER)                                                       | Davide Plebani (ITA)                                                                         |
| Lagförföljelse | Australien Sam Welsford Kelland O'Brien Leigh Howard Alexander Porter Cameron Scott | Storbritannien Ethan Hayter Ed Clancy Kian Emadi Charlie Tanfield Oliver Wood | Danmark Niklas Larsen Lasse Norman Hansen Rasmus Pedersen Casper von Folsach Julius Johansen |
| Lagsprint      | Nederländerna Harrie Lavreysen Jeffrey Hoogland Roy van den Berg Matthijs Büchli    | Frankrike Grégory Baugé Quentin Lafargue Sébastien Vigier Michaël D'Almeida   | Ryssland Denis Dmitrijev Aleksandr Sjarapov Pavel Jakusjevskij                               |
| Keirin         | Matthijs Büchli (NED)                                                               | Yudai Nitta (JPN)                                                             | Stefan Bötticher (GER)                                                                       |
| Scratch        | Sam Welsford (AUS)                                                                  | Roy Eefting (NED)                                                             | Thomas Sexton (NZL)                                                                          |
| Poänglopp      | Jan-Willem van Schip (NED)                                                          | Sebastián Mora (ESP)                                                          | Mark Downey (IRL)                                                                            |
| Madison        | Tyskland Roger Kluge Theo Reinhardt                                                 | Danmark Lasse Norman Hansen Casper von Folsach                                | Belgien Kenny De Ketele Robbe Ghys                                                           |
| Omnium         | Campbell Stewart (NZL)                                                              | Benjamin Thomas (FRA)                                                         | Ethan Hayter (GBR)                                                                           |

## Medaljtabell
| Pl.    | Nation         | Guld | Silver | Brons | Totalt |
| ------ | -------------- | ---- | ------ | ----- | ------ |
| 1      | Nederländerna  | 6    | 4      | 1     | 11     |
| 2      | Australien     | 6    | 3      | 1     | 10     |
| 3      | Hongkong       | 2    | 0      | 0     | 2      |
| 4      | Tyskland       | 1    | 2      | 3     | 6      |
| 5      | Frankrike      | 1    | 2      | 2     | 5      |
| 6      | Storbritannien | 1    | 2      | 1     | 4      |
| 7      | Ryssland       | 1    | 1      | 2     | 4      |
| 8      | Italien        | 1    | 1      | 1     | 3      |
| 9      | Nya Zeeland    | 1    | 0      | 2     | 3      |
| 10     | Danmark        | 0    | 1      | 2     | 3      |
| 11     | Irland         | 0    | 1      | 1     | 2      |
| 12     | Japan          | 0    | 1      | 0     | 1      |
| 12     | Spanien        | 0    | 1      | 0     | 1      |
| 12     | Ukraina        | 0    | 1      | 0     | 1      |
| 15     | Belgien        | 0    | 0      | 2     | 2      |
| 16     | Polen          | 0    | 0      | 1     | 1      |
| 16     | USA            | 0    | 0      | 1     | 1      |
| Totalt | Totalt         | 20   | 20     | 20    | 60     |